# Efeito Mateus
Em sociologia, efeito Mateus (ou vantagem acumulada) é o fenômeno segundo o qual "os ricos ficam mais ricos e os pobres ficam mais pobres." É usado metaforicamente para se referir a questões de fama ou estatuto, mas também pode ser usado para literalmente se referir à acumulação de capital.  O termo foi cunhado inicialmente pelo sociólogo Robert K. Merton em 1968 e tira o seu nome da parábola dos talentos no Evangelho segundo Mateus. Como resultado do efeito Matilda, Harriet Zuckerman também é creditada por Merton como coautora do efeito Mateus.

## Sociologia da ciência
Na sociologia da ciência, o "efeito Mateus" é um termo cunhado por Robert K. Merton para descrever como, entre outras coisas, cientistas eminentes recebem muito mais crédito do que um pesquisador comparativamente desconhecido, mesmo se o seu trabalho for similar; também significa que o crédito irá usualmente para pesquisadores que já são famosos. Por exemplo, um prêmio sempre irá para o pesquisador mais experiente envolvido em um projeto, mesmo que todo o trabalho seja feito por um estudante de pós-graduação. Isso foi mais tarde formulado por  Stephen Stigler como a lei de Stigler — "Nenhuma descoberta científica tem o nome de seu descobridor" - com Stigler explicitamente nomeando Merton como o verdadeiro descobridor, fazendo da sua "lei" um exemplo de si mesma.
Merton também argumentou que na comunidade científica o efeito Mateus alcança mais do que a simples reputação, influenciando um grande sistema de comunicação, tendo seu papel nos processos de seleção social e resultando na concentrações de recursos e talento. Ele dá como exemplo a visibilidade desproporcional dada a artigos de autores conhecidos, às custas de artigos igualmente válidos ou superiores escritos por autores desconhecidos. Ele também aponta que a concentração de atenção em indivíduos eminentes pode levar ao aumento da sua autoconfiança, os levando a trabalhar em pesquisas de áreas importantes porém arriscadas.

### Exemplos
Como crédito é valorizado na ciência, algumas afirmações específicas do efeito Matthew são controversas. Muitos exemplos abaixo exemplificam mais cientistas famosos levando crédito por descobertas devido à sua fama, mesmo quando outros cientistas menos notáveis anteciparam o seu trabalho.
- Experimentos manipulando contagens de download ou listas de bestsellers para livros e música mostraram que a atividade do consumidor segue uma aparente popularidade.[7][8]
- Na teoria algorítimica da informação, a noção da complexidade de Kolmogorov é nomeada em homenagem ao famoso matemático Andrey Kolmogorov apesar de ter sido descoberta de maneira independente e publicada por Ray Solomonoff um ano antes de Kolmogorov.  Li e Vitanyi, em "An Introduction to Kolmogorov Complexity and Its Applications" (p. 84), escrevem:[9]

Ray Solomonoff  [...] introduziu [o que é conhecido como] "complexidade de Kolmogorov" em uma longa publicação em 1964.  [...] Isso torna Solomonoff o primeiro inventor e levanta a questão de se deveríamos falar sobre a complexidade de Solomonoff. [...]
- Há muitos exemplos incontroversos do efeito Matthew na matemática, onde um conceito é criado por um matemático (e bem documentado como tal), mas é atribuído a um posterior (possivelmente muito posterior) matemático mais famoso que trabalhou com isso. Por exemplo, o modelo de disco Poincaré e o modelo meio-plano Poincaré de espaço hiperbólico foram ambos nomeados em homenagem a Henri Poincaré, mas foram introduzidos por Eugenio Beltrami em 1868 (quando Poincaré tinha 14 anos e não tinha ainda contribuído para a geometria hiperbólica).
- Um modelo para progresso de carreira quantitativamente incorpora o efeito Mateus para prever a distribuição da duração da carreira em profissões competitivas. As predições do modelo são validadas pela análise da distribuição empírica da duração de carreiras na ciência e em esportes profissionais (e.g. Major League Baseball).[10] Como resultado, a disparidade entre o grande número de carreiras curtas e o relativamente pequeno número de carreiras extremamente longas podem ser explicados pelo mecanismo "ricos-ficam-mais-ricos", que nesse cenário, prevê que indivíduos com mais experiência e melhor reputação tenham uma vantagem competitiva em conseguir novas oportunidades profissionais.
- No seu livro de 2011 The Better Angels of Our Nature: Why Violence Has Declined, o psicólogo cognitivo Steven Pinker se refere ao efeito Mateus em sociedades, enquanto tudo parece correr bem em algumas, e mal em outras. Ele especula, no capítulo 9, que isso pode ser resultado de um loop de feedback positivo em que o comportamento inconsequente de alguns indivíduos cria um ambiente caótico que encoraja comportamentos inconsequentes por parte de outros indivíduos. Ele cita a pesquisa de Martin Daly e Margo Wilson mostrando que quanto mais instável é o ambiente, mais as pessoas descontam abruptamente seu futuro, e pior são suas prospeções de comportamento.[carece de fontes?]

Na ciência, diferenças dramáticas na produtividade podem ser explicadas por três diferentes fenômenos: "faísca sagrada", "vantagem cumulativa" e "custos de pesquisa minimizados" por editores de revistas científicas. O paradigma da faísca sagrada sugere que cientistas diferem nas suas habilidades iniciais, talento, persistência, hábitos de trabalho, etc., o que os dota com uma vantagem inicial. Esses fatores têm efeito multiplicativo, o que ajuda esses acadêmicos a ter sucesso mais tarde. O modelo de vantagem cumulativa argumenta que um êxito inicial ajuda um pesquisador a ganhar acesso a recursos (p.ex.,  libertação de ensino, melhores estudantes de pós-graduação, financiamento, instalações, etc.), o que por sua vez resulta em êxitos posteriores. A minimização de custos de pesquisas por parte de editores de revistas e jornais acontece quando editores tentam economizar tempo e esforço consciente ou inconscientemente selecionando artigos de acadêmicos bem conhecidos. Enquanto o mecanismo exato por trás desse fenômeno é ainda desconhecido, é bem documentado que uma minoria de todos acadêmicos produz a maior parte das pesquisas e atrai a maioria das citações.

## Educação
Na educação o termo "efeito Matthew" foi adotado pelo psicólogo Keith Stanovich para descrever um fenômeno observados em como novos leitores adquirem as habilidades de leitura: sucesso precoce nas habilidades de leitura geralmente leva a sucessos posteriores na leitura enquanto o leitor cresce, enquanto falhar para aprender a ler antes da terceira ou quarta série pode ser um indicativo de problemas durante a vida para aprender novas habilidades.
Isso acontece porque as crianças que ficam para trás na leitura leem menos, aumentando a diferença entre elas e seus colegas. Mais tarde, quando os estudantes precisam "ler para aprender" (quando antes estavam aprendendo a ler), a dificuldade na leitura cria dificuldade em muitos outros assuntos. Dessa forma, eles ficam cada vez mais para trás na escola, abandonando a escola com frequência muito maior que seus colegas.
Nas palavras de Stanovich:
Slow reading acquisition has cognitive, behavioral, and motivational consequences that slow the development of other cognitive skills and inhibit performance on many academic tasks. In short, as reading develops, other cognitive processes linked to it track the level of reading skill. Knowledge bases that are in reciprocal relationships with reading are also inhibited from further development. The longer this developmental sequence is allowed to continue, the more generalized the deficits will become, seeping into more and more areas of cognition and behavior. Or to put it more simply – and sadly – in the words of a tearful nine-year-old, already falling frustratingly behind his peers in reading progress, "Reading affects everything you do."

## Ciência das redes
Na ciência das redes, o efeito Mateus é usado para descrever o anexo preferencial de nós mais antigos, o que explica porque esses nós tendem a atrair mais links cedo. "Por causa do anexo preferencial, um nó que adquire mais conexões que outro vai aumentar a sua conectividade num ritmo mais acelerado, e assim a diferença inicial entre os dois nós vai aumentar conforme a rede cresce, ao ponto que nós individuais vão aumentar proporcionalmente à raíz quadrada do tempo." O efeito Mateus explica assim o crescimento de alguns nós em redes vastas, como a Internet.